# Canoni eusebiani

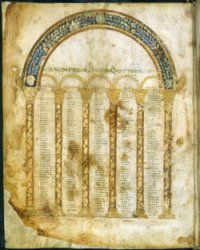
Una delle tavole canoniche dal Codex Beneventanus, manoscritto dell'VIII secolo

I canoni o tavole eusebiane, insieme alle sezioni eusebiane o ammoniane, costituiscono un sistema di indicizzazione dei quattro vangeli canonici in uso nella Tarda antichità e nel Medioevo, prima che entrassero in uso le correnti suddivisioni in capitoli (XIII secolo) e versetti (XVII secolo).
I testi evangelici erano suddivisi in sezioni, di numero variabile, che ammontavano a circa 1165: 355 per il Vangelo secondo Matteo, 235 per Marco, 343 per Luca e 232 per Giovanni; queste sezioni erano indicate a margine del manoscritto e normalmente tabulate all'inizio dei vangeli, all'interno di "tavole canoniche".

## Invenzione
Fino al XIX secolo si riteneva che queste suddivisioni fossero state inventate da Ammonio di Alessandria all'inizio del III secolo, attorno al 220, in occasione della composizione di un'armonia evangelica andata poi perduta. Si riteneva che Ammonio avesse suddiviso i quattro vangeli in piccole sezioni numerate, scelte in maniera tale che avessero contenuti simili lì dove le narrazioni sono parallele; avrebbe poi scritto le sezioni degli ultimi tre vangeli, o più semplicemente il numero delle sezioni col nome dell'evangelista, in colonne parallele poste di fronte al testo del Vangelo secondo Matteo, che aveva assunto come base della sua armonia.
Oggi, invece, si ritiene che il lavoro di Ammonio si sia limitato al disporre i passaggi paralleli degli ultimi tre vangeli al fianco del testo matteano, come riportato da Eusebio di Cesarea (265-340) nella sua lettera a Carpiano (Epistula ad Carpianum). Le sezioni tradizionalmente attribuite ad Ammonio sono ora ricondotte ad Eusebio, il quale era sempre stato accreditato della forma finale delle tavole.

## Canoni eusebiani
L'Armonia di Ammonio suggerì ad Eusebio, come lui stesso racconta nella sua lettera, l'idea di compilare dieci tavole (kanones) in cui queste sezioni sarebbero state classificate in modo da mostrare dove ciascun vangelo concordava o differiva dagli altri. Nelle prime nove tavole inserì in colonne parallele i numeri delle sezioni in comune tra quattro, tre o due evangelisti, e in particolare:
1. Matteo, Marco, Luca, Giovanni
2. Matteo, Marco, Luca
3. Matteo, Luca, Giovanni
4. Matteo, Marco, Giovanni
5. Matteo, Marco
6. Matteo, Luca
7. Matteo, Giovanni
8. Marco, Luca
9. Luca, Giovanni

Nella decima tabella inserì di seguito le sezioni peculiari a ciascun evangelista.
L'utilità delle tavole nella ricerca e comparazione dei brani le rese rapidamente di uso comune, e a partire dal V secolo le sezioni ammoniane, con i riferimenti alle tavole eusebiane, furono inserite ai margini dei manoscritti. A fianco di ogni sezione era indicato il suo numero, e sotto di questo il numero della tavola eusebiana da consultare allo scopo di trovare dei testi paralleli ad essa; un riferimento alla decima tavola indicava che la sezione era peculiare di quel vangelo.
Spesso la lettera di spiegazioni di Eusebio a Carpiano era riprodotta prima delle tavole.

## Canoni miniati
I canoni eusebiani erano normalmente posti all'inizio degli evangeliari, e nei manoscritti illuminati erano posti all'interno di cornici di arcate cruvilinee, la forma delle quali rimase significativamente simile durante il periodo romanico. Questa forma derivava dalle pratiche di illuminazione dei manoscritti della Tarda antichità, come visibile nel Cronografo del 354.
In molti casi le tavole erano l'unica decorazione del manoscritto, oltre ad eventuali iniziali. In particolare, i canoni decorati con i ritratti degli evangelisti sono molto importanti nello studio dello sviluppo delle miniature nel primo medioevo, periodo per il quale pochi manoscritti sono sopravvissuti, e in cui anche le copie maggiormente decorate avevano molte meno illustrazioni dei periodi successivi.